# Киберпространство

Художественный рендеринг, визуализация и иллюстрация абстрактная структура, киберпространство в виде нулей и единиц.

Киберпространство (англ. cyberspace) — метафорическая абстракция, используемая в философии и в компьютерных технологиях и являющаяся виртуальной реальностью, — второй мир как «внутри» компьютеров, так и «внутри» компьютерных сетей.

## Появление термина
Слово «киберпространство» (от кибер-нетика (в основе термина «кибер» лежит греческое слово kybernan, означающее «направлять,
вести или управлять») и пространство) впервые было введено Уильямом Гибсоном, канадским писателем-фантастом, в 1982 году в его новелле «Сожжение Хром» в журнале Омни. Позже оно было популяризировано в «Нейроманте». Киберпространство для Гибсона означало виртуальный, бестелесный мир компьютерных сетей, пользователи которых могут «подключаться» через консоли и порталы
.

## Киберпространство и общество

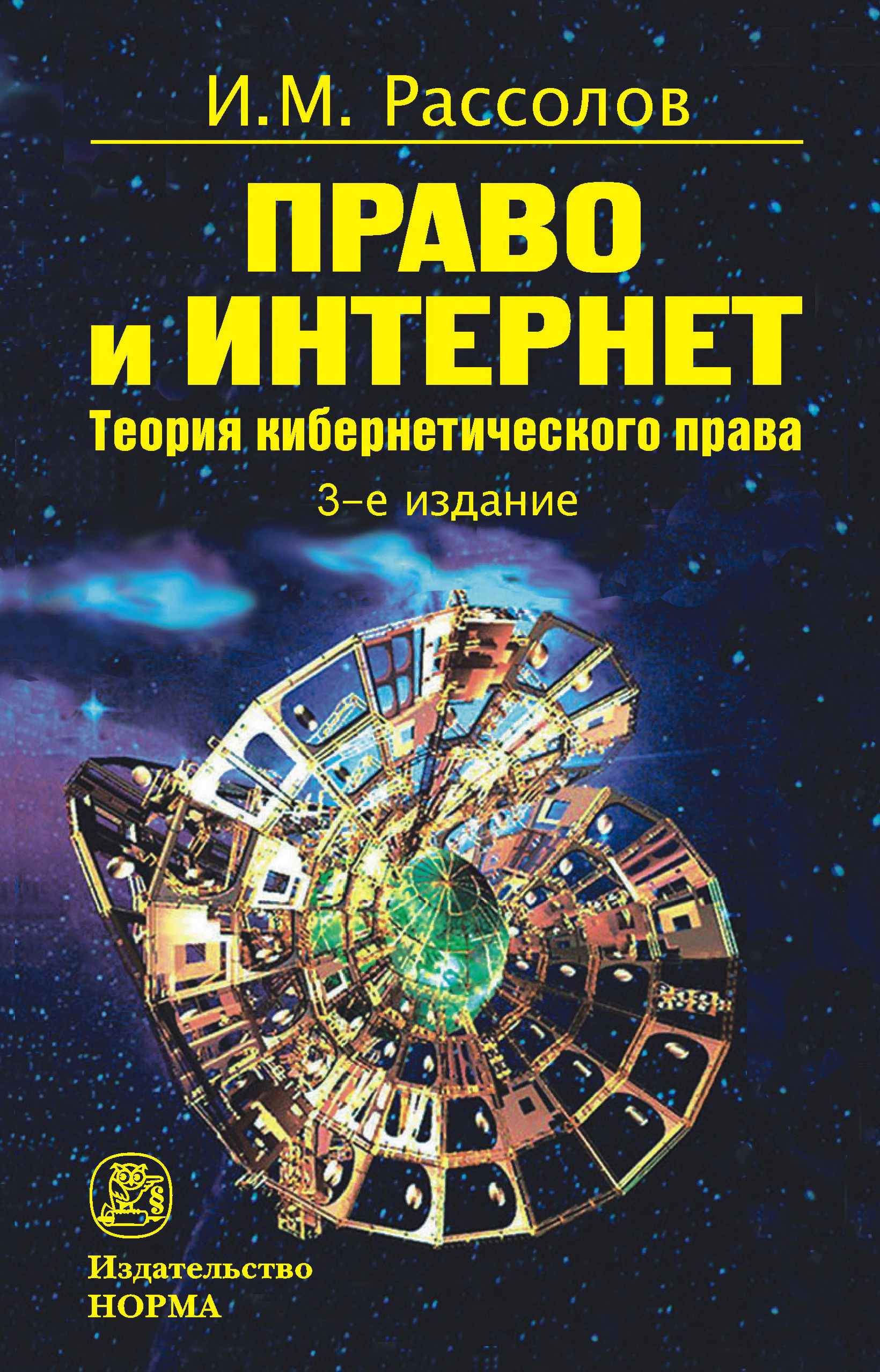
Право и Интернет. Теория кибернетического права. Монография. 3-е изд. М. Норма, ИНФРА-М, 2021..jpg

Киберпространство представляет собой сложное явление. И. М. Рассолов отметил, что оно может быть рассмотрено в единстве социальной и технической сторон. 
Социальная сторона состоит в том, что киберпространство - это совокупность общественных отношений, возникающих в процессе использования Интернета и других сетей, складывающихся по поводу информации, обрабатываемой при помощи ЭВМ. Объектом данных отношений выступает не всякая информация, а только та, которая обращается в Сети.
Техническая сторона заключается в том, что киберпространство — это одновременно и сложный технический объект (набор технических и программных средств; совокупность информационных ресурсов и информационной инфраструктуры), обеспечивающая движение потоков информации. Поэтому следует обратить внимание на базовые принципы построения данной инфраструктуры информации: децентрализация, планетарность и доступность из любой точки земного шара, деление на структурные зоны или сегменты, конвергенция сетей и услуг, быстрота и мгновенность международных обменов и др .
Киберпространство не следует путать с реальным Интернетом. Этот термин часто используют для описания объектов, широко распространённых в компьютерной сети; например, веб-сайт может быть метафорически описан как «находящийся в киберпространстве». Используя такую интерпретацию, можно сказать, что интернет-события не происходят в странах или городах, в которых физически находятся серверы или участники, а происходят в киберпространстве. Это станет разумным взглядом на вещи в тот момент, когда распределённые сервисы станут широко использоваться, когда личность и местоположение участников сети будет невозможно определить из-за анонимной или псевдоанонимной связи. Станет невозможно применять законы каждого штата и каждой страны в киберпространстве.
Кроме того, что люди уже не так критично относятся к фантастике, которая постепенно начинает входить в нашу жизнь, успех метафоры «киберпространство» в большей части заключён в разделении профессии «Компьютерный программист» на мелкие части.

В наши дни было бы наивным предполагать, будто [любой] инженер видеомонтажа знаком с HTML, веб-дизайнер — с языком Perl, а программист баз данных прекрасно понимает коммутацию пакетов.

Таким образом, чтобы представить читателям киберпространство — всеобъемлющую ткань, которая, вероятно, включает в себя все эти отдельные нити, — Гибсон прибег к тому, что для каждого сделала понятным его культура: серия погонь в выдуманном мире. Поэтому, можно предположить, что метафора киберпространства это не просто удобный способ изложения событий, но и практическая необходимость.
Оригинальный текст (англ.)These days there is no reason to expect a video editor to know HTML, a web designer to know perl, a database programmer to understand packet switching.

So to introduce his readers to cyberspace — the global fabric that supposedly knits together all these separate threads — Gibson fell back on something our culture had prepared everyone to understand: a chase sequence through an imagined space. It would seem, therefore, that the metaphor of cyberspace is not merely a narrative of convenience but a practical necessity.
— Джон Ипполито (англ. John Ippolito)
В США идёт процесс создания специального военного подразделения AFCYBER, которое будет ответственно за ведение боевых оборонительных и наступательных действий в киберпространстве.
В блоке НАТО также существуют военные структуры по развитию технологии «Единое киберпространство».

## Отражение в культуре
Понятие киберпространства используется не только в компьютерных и философских областях знаний, но также и в продуктах массовой культуры.
- Например, мир анимационного сериала Диджимон (Digimon) является киберпространством, названным «Цифровой мир». Цифровой мир — это параллельная вселенная, созданная из интернет-информации. Очень похоже на киберпространство, с той лишь разницей, что в цифровой мир люди могут попасть физически, вместо того, чтобы использовать компьютер.
- В таинственном математическом мультфильме Киберпогоня (Cyberchase), действие происходит в Киберпространстве, управляемом доброжелательным правителем, Материнской платой (Motherboard). С помощью этой идеи авторы могут перенести зрителя в любой виртуальный мир (Cybersite), где разнообразные математические понятия будут объяснены наилучшим образом.
- В фильме «Трон» (Tron), программист был перенесён в мир программ, где каждая программа была личностью и наследовала форму её создателя.
- Идея «матрицы» в фильме «Матрица» (Matrix) представляет собой сложную систему киберпространства, в которую люди попадают с рождения, где присутствуют «агенты» — программы-блюстители порядка, а также люди однажды вышедшие из «матрицы» и зашедшие в неё снова и чьи возможности практически не ограничены.
- В мультсериале Перезагрузка (Reboot) представлен мир программ, где они взаимодействуют друг с другом и с пользователем.
- В мультфильме Ральф против интернета (2018) герои попадают в внутрь пространства Интернета.